# We are from L.A.
We are from L.A. (WAFLA) est un duo composé de Clément Durou et Pierre Dupaquier, créateurs et réalisateurs français de clip vidéo et de films publicitaires. Ils se sont rencontrés en 2005 à l'École Nationale Supérieure des Arts Appliqués et des métiers d'Art Olivier de Serres, avant de faire équipe en tant que duo créatif (les "Dudu") dans plusieurs agences publicitaires, dont La Chose. 

## Biographie
En 2010, ils lancent un clip pirate de Kanye West, très repris sur la toile, employant uniquement des images gif. Ils réalisent ensuite un clip officiel, selon le même procédé pour Yelle La Musique. Ils illustrent ensuite le clip, I love you so pour Cassius, clip interactif avec une application dédiée iPhone, puis une application également pour la chanson de The Shoes Cover you eyes, clip que l'on regarde les yeux fermés.
Aux États-Unis, ils travaillent pour Eastpak et réalisent une vidéo constituée d'un Tétris humain et pour MTV Phones, où ils retrouvent l'humour absurde qui les a fait se distinguer lors de leurs campagnes pour Ikea. En France, ils ont lancé une vaste campagne publicitaire sur le Web et télévisuelle pour Virgin Radio. En 2013, ils réalisent, pour le compte de l'agence BETC, le film publicitaire baby&me pour Évian. 
En novembre 2013, ils sortent un clip et un clip interactif sur le net de Pharrell Williams, pour sa chanson Happy, avec le concours de nombreuses vedettes américaines . Le clip interactif est constitué de 360 scènes différentes et dure 24 heures, en faisant ainsi la plus longue illustration de vidéo musicale jamais créée. La chaine MTV Base diffusera l'intégralité du clip entre le 31 décembre 2013 et le premier janvier 2014.
Ils remportent de nombreux prix, lors de concours professionnels, et notamment le Innovation Award aux UK Music Video Awards 2011 pour Cover Your Eyes et l'award du meilleur jeune directeur artistique 2012 aux Young Director Award de la Fédération européenne des producteurs de films publicitaires à Cannes  pour Eastpak ainsi que pour Virgin Radio. Le Grammy Awards du meilleur vidéo-clip leur est attribué, en février 2015 , pour leur clip de Pharrell Williams, Happy.

## Filmographie
Clips vidéo
- 2010 : Power - Kanye West
- 2010 : La Musique - Yelle
- 2012 : True Romance - Citizens!
- 2013 : Happy - Pharrell Williams
- 2020 : Fever - Dua Lipa, Angèle

Clips interactifs
- 2010 : I <3 U SO - Cassius
- 2011 : Cover Your Eyes  - The Shoes
- 2012 : I've seen Footage - Death Grips
- 2013 : Happy 24hours - Pharrell Williams
- 2016 : The Missing - Cassius

Publicités
- 2011 : Spak - Eastpak (États-Unis)
- 2011 : Corentin - Virgin Radio (France)
- 2012 : Gif Me More Party - MTV (Monde)
- 2012 : Pas de smartphone, pas de gloire - NRJ Mobile (France)
- 2013 : Baby & Me - Évian  (Monde)
- 2013 : Ta main - SFR (France)
- 2013 : Be&you - Bouygues Telecom  (France)
- 2015 : France is in the Air (avec l'agence BETC) - Air France (Monde)
- 2015 : Made by You - Converse(États-Unis)
- 2015 : Breakdancing Schoolkids - Vodaphone (Royaume-Uni)
- 2017 : There's a Big Mac for That - McDonald's[5]
- 2021 : The Chase (pour l'agence Publicis Conseil) - Renault
- 2022 : Faire bouger le sport (pour l'agence BETC) - Decathlon

## Événementiel
- 2012 : Paris Photo Exposition Gif Agnès B Gifted Girls
- 2013 : Soirée interactive du 10e anniversaire de Ed Banger Records
- 2014 : Soirée Adidas Gaité Lyrique avec Benjamin Millepied  pour le lancement de la Stan Smith
- 2015 Studio photo Absolute Vodka Festival de Cannes 2015